# عبد الله محمود (لاعب كرة قدم)
عبد الله محمود، لاعب كرة قدم قطري، من مواليد 22 ديسمبر 2001 يلعب حاليا مع نادي السيلية.

## روابط خارجية
- عبد الله محمود (لاعب كرة قدم) على موقع قاعدة بيانات كرة القدم.إي يو (الإنجليزية)
- عبد الله محمود (لاعب كرة قدم) على موقع Soccerway.com (الإنجليزية)
- عبد الله محمود (لاعب كرة قدم) على موقع عالم كرة القدم.نت (الإنجليزية)